# Мальков, Александр Павлович
Александр Павлович Мальков (16 ноября 1939 года, Москва—12 ноября 2009, там же) — художник, сценограф. Член Московского Союза художников, член Союза Театральных деятелей РФ, член Международного Союза деятелей эстрадного искусства, заслуженный художник Российской Федерации.

## Творческая деятельность
в 1965 году  окончил Московское высшее художественно-промышленное училище (МВХПУ, бывш. Строгановское)
Во второй половине 60-х годов, первой половине 70-х годов работал как  художник массовых театрализованных представлений, в том числе, по заказам Совета ВТО по театрализованным массовым представлениям.
1979-1982 годах являлся Главным художник МПКиО «Сокольники».
1983-1986 годах - Главный художник Концертного зала в Олимпийской деревне.
С 1986 по 2001 год - Главный художник Государственного Центрального концертного зала «Россия». Подготовлены сольные программы: Р.Паулса (1987), Л.Гурченко (1988), М.Эсамбаева (1994), Л.Рубальской (1995), Н.Бабкиной (1995), Юлиана (1996) и многие другие. Шоу программы и конкурсы: «Московская красавица» (1989, 1991 годы), Первый «Славянский ход» (1991 год)  и другие.
С 2001 по 2009 год - Организатор и руководитель шоу «Парад карнавалов» на Тверской (2001 год), выставки сценографии «Шоу о шоу» (2002 год), юбилейной выставки «Зримый образ Победы» (Мемориальный комплекс «Поклонная гора», 2006 год), юбилейной выставки «75 лет МОСХ» (ЦВЗ «Манеж», 2008 год); профессорско-преподавательская деятельность в Национальном институте дизайна; общественная и профессиональная деятельность.
Автор публикаций по истории, теории и практике сценографии эстрады. Организатор и первый председатель творческой комиссии  Международного Союза деятелей эстрадного искусства (1993-2001 годы)
Член Правления Московского Союза художников.

## Некоторые проекты
1986 год - Церемония закрытия Игр Доброй воли (ГЦКЗ «Россия»)
1987 год - День города «Москве – 840 лет»
1988 год - Дни Москвы в Варшаве.
1990 год - Дни Москвы в Мадриде.
1991-1992 годы - «Знаки Зодиака», цикл передач на телевидении.
1992 год - телемарафон «Солдаты мира против войны».
1992 год - «Звезды среди Звезд» (Красная площадь, Москва)
1995 год - Концерт в честь 50-летия Победы в Великой Отечественной войне «Лишь ты смогла, моя Россия» (ГЦКЗ «Россия»)
1996 год - Рождественская программа (ГЦКЗ «Россия»).
1997  год - Центральные мероприятия празднования 850-летия Москвы.
2002 («Бал цветов»), 2003 годы - Церемонии Открытия Дня города на Тверской площади (Москва).
2009 год - Грандиозный проект театрализованного представления, посвященного 300-летию Полтавской битвы (Музей-заповедник «Коломенское»)